# Wiktory 1994
Nagrody Wiktorów za 1994 rok

## Lista laureatów
- Andrzej  Olechowski
- Krzysztof  Mroziewicz
- Janusz  Gajos
- Edyta  Górniak
- Grażyna  Torbicka
- Wojciech  Mann  i Krzysztof  Materna
- Jerzy  Owsiak
- Andrzej  Woyciechowski
- Artur  Partyka
- Krzysztof Ibisz
- Super Wiktory: 
  - Gustaw Holoubek
  - Andrzej Łapicki
  - Lucjan Kydryński
  - Bohdan Tomaszewski